# Gråtande kapucin
Gråtande kapucin (Cebus olivaceus) är en däggdjursart som beskrevs av Schomburgk 1848. Cebus olivaceus ingår i släktet kapuciner och familjen cebusliknande brednäsor. IUCN kategoriserar arten globalt som livskraftig. Inga underarter finns listade i Catalogue of Life.

## Utseende
Arten når en kroppslängd (huvud och bål) av 37 till 46 cm och en svanslängd av 45 till 55 cm. Honor är med en vikt av 2,3 till 3 kg lättare än hannar som väger 3 till 4,2 kg. Den lite styva pälsen på ovansidan bildas av bruna hår med svarta band som ger ett spräckligt utseende. Pälsen blir vid händerna, fötterna och vid svansens spets mörkare. Vid främre huvudet och i ansiktet är pälsen ljus gråbrun. I ansiktets centrum förekommer ett naket område med mörk rosa hud. Gråtande kapucin har en mörk luva på huvudets topp och från denna luva går en V-formig mörk fläck framåt. Några populationer har röda eller svarta skuggor i pälsen.

## Utbredning
Denna primat förekommer i norra Sydamerika från Venezuela över regionen Guyana till norra Brasilien. Habitatet utgörs av regnskogar och mindre skogar i regioner som annars är täckt av savann.

## Ekologi
Individerna bildar flockar med 8 till 40 medlemmar. Oftast finns fler honor än hanar i flocken. Inom varje kön etableras en hierarki. Unga hanar som blev könsmogna lämnar sin flock och ibland byter även honor flock. Födan utgörs främst av frukter och frön. Dessutom äter arten blad och blommor samt insekter och andra ryggradslösa djur. I sällsynta fall fångar de mindre ryggradsdjur upp till ekorrens storlek. Hanar vistas mer på marken än honor.
Ungarna föds vanligen under regntiden mellan maj och augusti. Honan föder en unge per kull. Honor blir könsmogna efter 6 år och hanar efter 8 år. Allmänt är äldre hannar vänliga mot andra hannars ungar och fadern leker ibland med sina ungar. I sällsynta fall dödas en unge av en aggressiv hanne. Enstaka hannar lämnar flocken när de är två år gamla och de flesta hannar stannar tre till sex år i flocken. Vid en studie vandrade en flock mellan 1060 och 3580 meter per dag.

## Status
Arten jagas för köttets skull. Allmänt betraktas beståndet och utbredningsområdet som stora. Gråtande kapucin listas av IUCN som livskraftig (LC).

## Bildgalleri

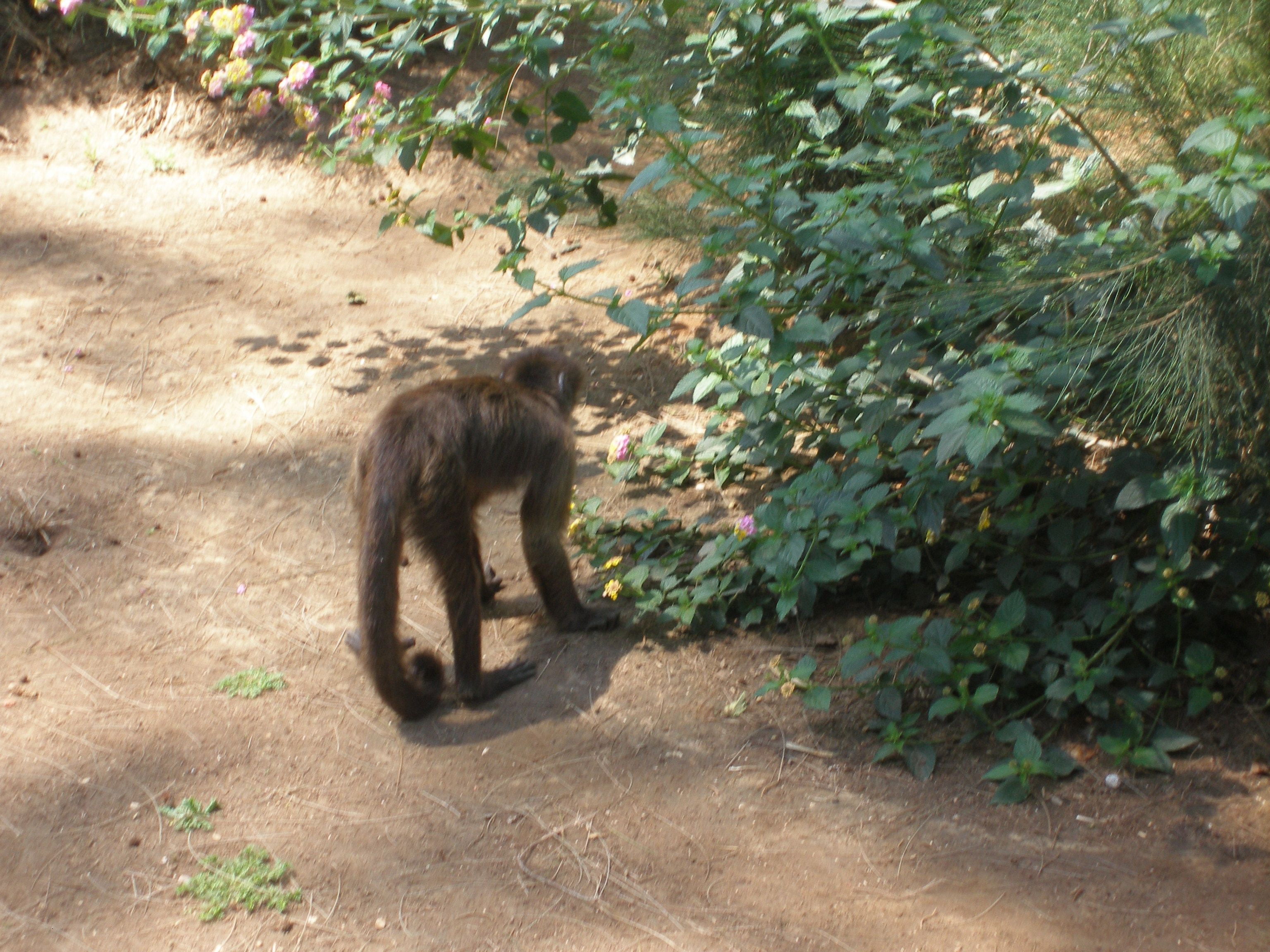
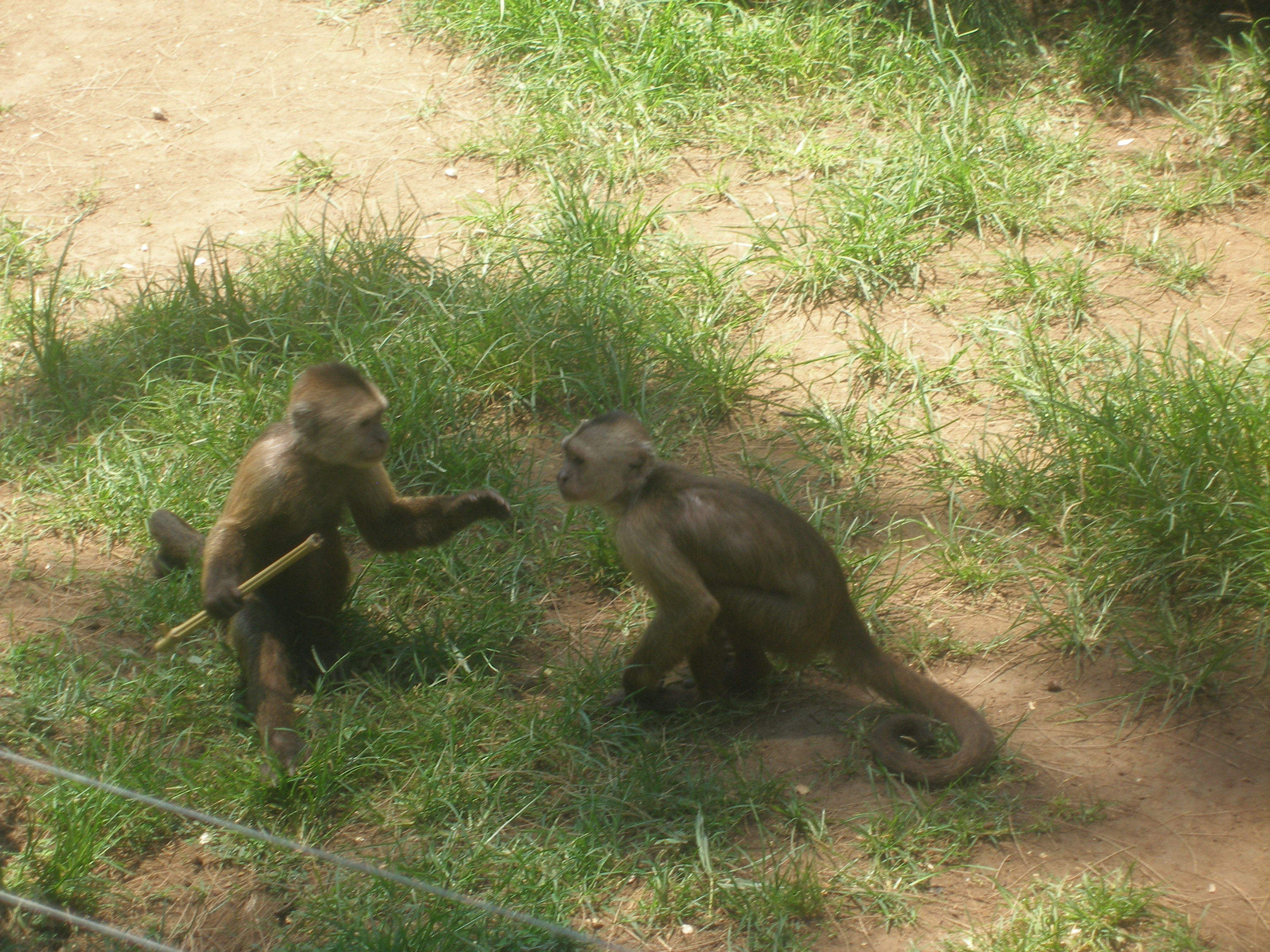
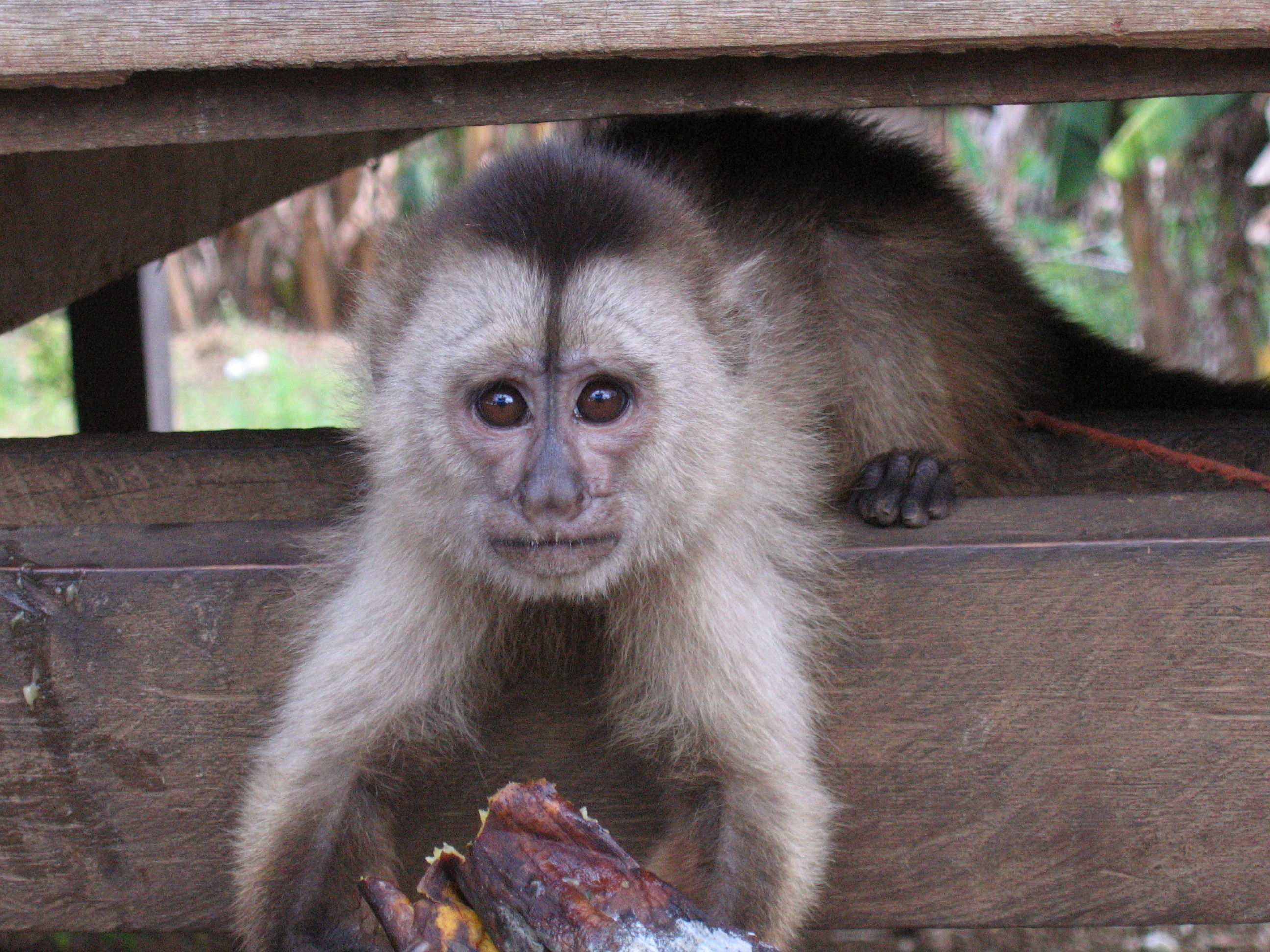
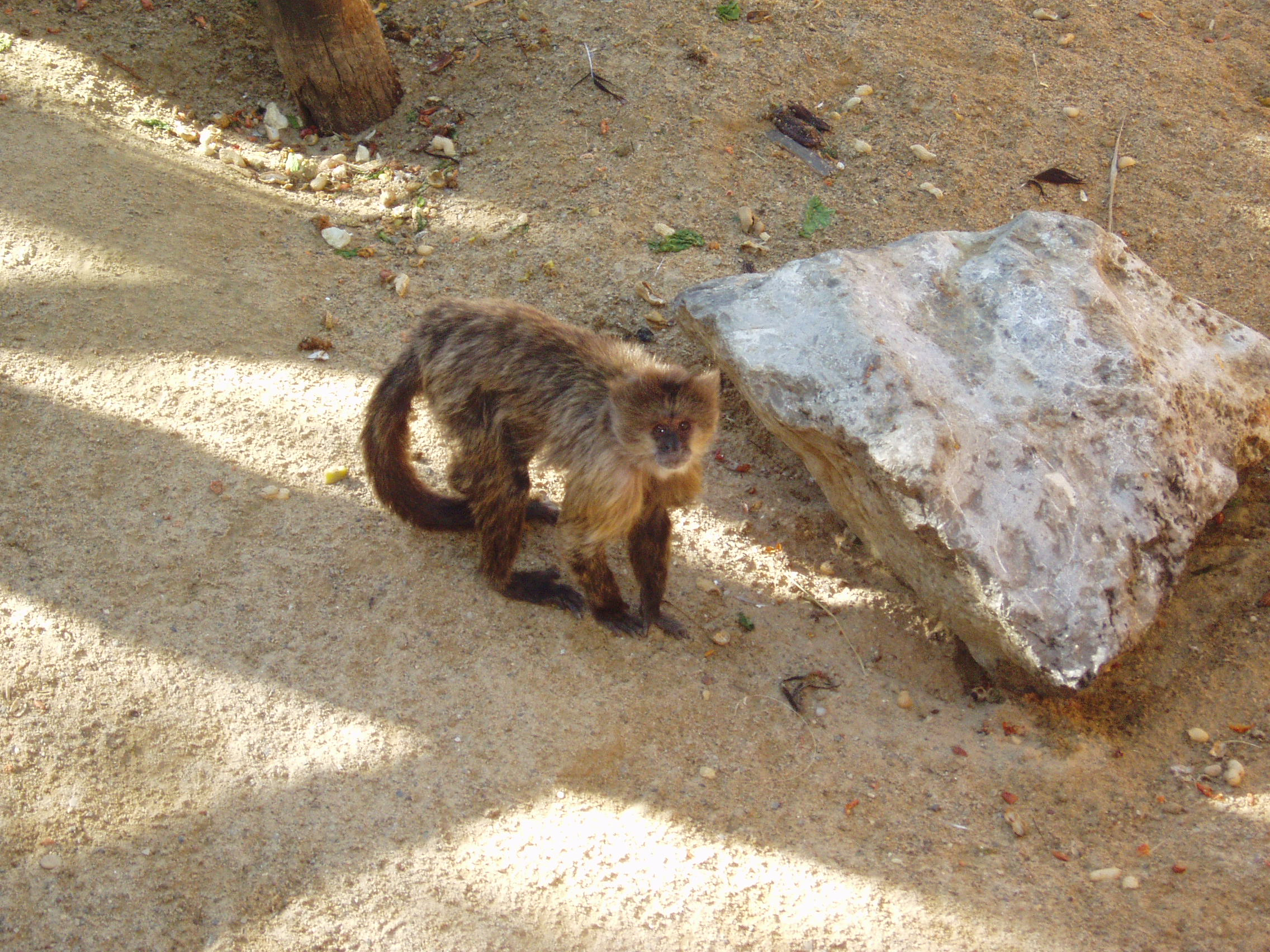
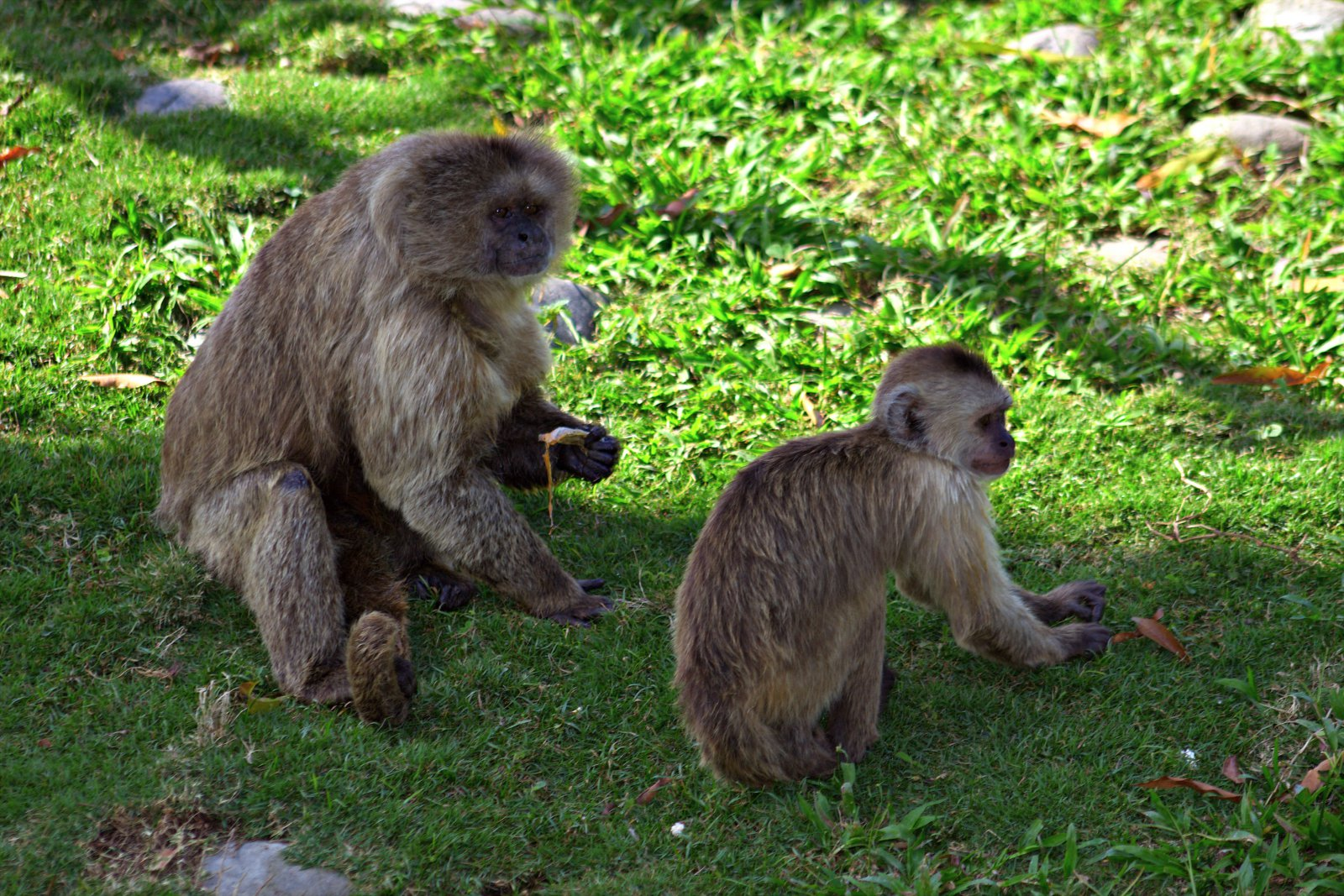